# Fuerza Regida
Fuerza Regida es un grupo mexicoestadounidense de música regional mexicana, formado en 2015 originalmente por Jesús Ortíz Paz (primera voz), (segunda voz) Samuel Jáimez (guitarra de doce cuerdas), Khrystian Ramos (guitarra armonía) y José García (tuba); y desde 2021 también por Moisés López (tololoche).
Han lanzado 11 álbumes y han sido nominados en varias ocasiones a premios como iHeartRadio Music Awards, Premios Billboard Latino, Premios Lo Nuestro y Premios Juventud. El grupo debutó en la lista Hot 100 de Billboard con la canción «Bebé dame» en colaboración con Grupo Frontera, alcanzando la posición 25 y ha enlistado varios sencillos en la lista Hot Latin Songs de Estados Unidos. Por lo que han logrado ser en la actualidad uno de los grupos más influyentes y populares de la música regional mexicana.

## Inicios
El grupo se formó en 2015, cuando Jesús Ortíz Paz (de nacionalidad mexicana) y los integrantes —de raíces mexicanas pero nacidos en San Bernardino, California— hacían covers de otros artistas influenciados por música de Ariel Camacho, Hijos de Barrón e incluso la banda de rock Metallica, tocaban como un pasatiempo y también en fiestas locales, en 2017 crearon un canal en YouTube en dónde comenzaron a subir videos interpretando también algunas canciones escritas por ellos mismos. Su popularidad inició gracias a los videos que subían por lo que comenzaron a recibir miles de suscriptores en su canal. En 2018 una pista de ellos llamada «Radicamos en South Central» se hizo viral en YouTube, por lo que Ramón Ruiz, líder de la banda Legado 7, los descubrió y llamó su atención. Ruiz es el dueño de Lumbre Music y decidió contactarse con Ortiz Paz para ofrecerles un contrato, así como también para firmar con la compañía discográfica Rancho Humilde.

## Carrera musical

### Primer álbum en vivo, EP y álbum de estudio debut (2018-2019)
A mediados 2018, lanzaron su primer álbum en vivo En vivo puros corridos, publicando los sencillos «Soy Montero», «Radicamos en South Central» y «Dos plumas». En febrero de 2019 estrenaron un EP de covers Las Románticas Favoritas de Fuerza Regida por celebración del día de San Valentín, el cual en su mes de estreno se posicionó en el número 19 de la lista Regional Mexican Albums de la revista Billboard, marcando la primera entrada del grupo a cualquier lista musical en Estados Unidos.
En julio de 2019 publicaron su álbum de estudio debut Del barrio hasta aquí, fue su primer álbum top 10 en la lista Top Latin Albums de la revista Billboard, siendo el tercer grupo de regional mexicano en lograrlo. También debutó en el primer puesto de la lista Regional Mexican Albums. Ortiz Paz dijo para la revista: "¡Se siente bien! Nunca imaginé estar en una lista de Billboard... Sé que esto es solo el comienzo. ¡Estamos aquí para trabajar duro y continuar brindando lo mejor a nuestros fanáticos, quienes son los que siempre nos apoyan! [...] Amamos nuestras raíces y nuestra música mexicana, sin embargo lo estamos haciendo a nuestra manera, a nuestro estilo. ¡Nunca nos rendiremos y estamos emocionados por lo que sigue!". El álbum fue certificado doble platino (latino) por la The Recording Industry Association of America por 120 mil copias vendidas en Estados Unidos.

### ÁlbumesPisteando con la Regida Vol. 1yVol. 2(2020)
En diciembre de ese mismo año publicaron su segundo álbum en vivo Pisteando con la Regida, en el que grabaron versiones de clásicos de la música regional mexicana como «El muchacho alegre» de Pedro Infante, «Mi gusto es» de Antonio Aguilar, «Quién es usted» de Sergio Vega y entre otras. El álbum alcanzó el puesto 26 en la lista Top Latin Albums y el puesto 86 en la lista de álbumes de iTunes Estados Unidos. En enero de 2020, publicaron la segunda parte Pisteando con la Regida, Vol. 2, bajo el mismo formato recopilando versiones propias de música de otros artistas de música sinaloense, como El Coyote, Chalino Sánchez, Los Intocables del Norte, Fidel Rueda y entre otros. El canal de televisión Bandamax lo calificó como "un disco ideal para beber". En febrero, el grupo fue uno de los invitados en el concierto del 30 aniversario de la banda Los Recoditos en la ciudad de Mazatlán.
En abril el grupo participó en la canción «Cuenta conmigo», junto a Los Tigres del Norte, Ana Bárbara y Natanael Cano, la canción se utilizó para por Univisión y Uforia para hacer campaña e invitar a los hispanohablantes a participar en el Censo de 2020 de los Estados Unidos. El sencillo fue nombrado por la revista Rolling Stone como un "himno del censo". Gracias a su promoción en las radios, fue top 50 en la lista Latin Airplay.

### AdictoyOtro pedo, otro mundo(2020)
En abril de 2020, el grupo lanzó su segundo álbum de estudio Adicto, y publicó el sencillo líder «Agusto (GTR)» el 13 de abril. El álbum rápidamente se enlistó en el puesto 57 de los álbumes más vendidos en iTunes Estados Unidos. También logró ser top 5 en la lista Top Latin Albums y el puesto 1 en Mexican Regional Albums de la revista Billboard. Ortiz Paz le expresó a la revista: "Lo cambiamos, les dimos a los fanáticos algo que no esperaban, desde los instrumentos hasta las colaboraciones, usamos el piano como introducción a (la canción) «Adicto». Nuestro anterior álbum no tenía colaboraciones", explicando el nuevo sonido que hicieron en el álbum, producido por Ortiz Paz y Edgar Rodríguez —quién ha trabajado con Gerardo Ortiz, Natanael Cano y Jenni Rivera—. El sitio Starlight PR lo nombró como uno de los "Mejores Álbumes de Regional Mexicano de 2020". Jessica Roiz de Billboard dijo que: "cada uno de los corridos urbanos (del álbum) se enfocan en letras crudas sobre la vida en la calle, la cultura mexicana y el amor, entre muchas cosas". En junio de 2020, el grupo lanzó el doble sencillo «Intro»/«Adicto» y en julio lanzaron «Estoy aquí» como tercer y último sencillo.
En agosto de 2020, lanzaron «Bien frozen» el sencillo líder de su próximo tercer álbum de estudio, entre agosto y septiembre lanzaron los sencillos «Ahí les va», «Mares y los yates» y «Por las calles de Houston». Finalmente el álbum Otro pedo, otro mundo fue publicado el 25 de septiembre, alcanzando el puesto 45 en la lista Top Latin Albums. Ortiz Paz le dijo a Apple Music sobre la composición y producción del disco: "Tomamos nuestras raíces y le dimos un giro, es un sonido moderno, la música que escuchamos, siendo inglés y español y nuestras experiencias cotidianas... El último álbum que lanzamos (Adicto) fue algo diferente, fuera de nuestro carril". Apple expresó que "(las canciones) «Mares y los yates» y «No cantaron mañanitas» solidifican el estatus de la banda como uno de los actos más esenciales en la escena regional mexicana en la actualidad". En noviembre publicaron el quinto y último sencillo «Vamos bien».

### Álbum navideño y cuarto álbum en vivo (2020)
El 25 de noviembre de 2020, lanzaron una versión propia en vivo de la canción «Ando bien pedo» originalmente de Banda Los Recoditos, anticipando así el lanzamiento de su cuarto álbum en vivo el cual aún no revelaban su nombre.
El 1 de diciembre, el grupo publica su cuarto álbum de estudio por motivo de las fiestas decembrinas titulado Navidad con la Regida, conformado por una canción inédita «24 de diciembre» y 6 clásicos navideños como «Feliz navidad» de José Feliciano, «Navidad sin ti» de Los Bukis, «Cada diciembre» de Los Plebes del Rancho, «Burrito sabanero» de Hugo Blanco Manzo y «Campanas navideñas» de Gerardo Ortiz. Por el lanzamiento, Ortiz Paz expresó en redes sociales "Queríamos hacer un álbum navideño para la cultura. Para llevar el espíritu de estas fiestas a nuestros fans y que escuchen canciones navideñas con su banda favorita. También, decidimos crear nuestra propia canción de navidad incorporando en la letra un poco de nuestro estilo de vida. Es un regalo de Navidad anticipado para todos". Para la promoción del álbum, se publicó en el canal oficial de YouTube de la banda, un video oficial de 12 minutos en el que interpretan un popurrí de todas las canciones.
El 22 de diciembre del mismo año, lanzaron su cuarto álbum en vivo Pisteando con la Regida, Vol. 3, siguiendo el mismo formato de los dos volúmenes anteriores, recopilando covers de artistas como Lalo El Gallo Elizalde, El Fantasma, La Arrolladora, El Coyote, Los Rieleros del Norte, Juan Gabriel y entre otros.

### Del barrio hasta aquí, Vol. 2y sencillos (2021-2022)
En febrero de 2021 lanzaron «No es pa presumir», el sencillo líder de su quinto álbum de estudio. En abril, el grupo dejó de ser parte de Lumbre Music, y siguió con Rancho Humilde y Street Mob Records, una compañía discográfica fundada por Ortiz Paz en septiembre de 2020 con sede en San Bernardino, California, y subsidiaria de Rancho. El primer lanzamiento del grupo con la nueva disquera fue «Qué está pasando» en colaboración con Calle 24. La canción fue escrita por Diego Millán, vocalista de Calle 24, quién le expresó a los medios: "Es todo un sueño, soy fan de ellos (Fuerza Regida) y de venir de verlos en los celulares, de escuchar su música, de repente estar trabajando con ellos es como un sueño, y hablo por todos los integrantes de Calle 24". En agosto, lanzaron el tercer sencillo «Lo vieron pasar (09)» y en octubre publicaron el cuarto «Descansando», una canción dedicada a un amigo de Ortiz Paz quién falleció en un accidente automovilístico. La canción dio al grupo gran reconocimiento y éxito, ocupando los primeros lugares en ventas y en la radio de música en español, también fue nominada a varios premios, como a Mejor Canción Sierreña en los Premios Lo Nuestro 2023 y ganadora de un premio BMI Latín 2023 por Editora Regional Mexicana del Año. En noviembre lanzó la colaboración «Los miré con talento» junto a Luis R. Conriquez y Calle 24.
Finalmente el 31 de diciembre de 2021 se publica su quinto álbum de estudio Del barrio hasta aquí, Vol. 2, en su día de estreno, el álbum alzancó la posición número 26 de los álbumes más vendidos en iTunes Estados Unidos, siendo este su mayor puesto para un álbum. El disco duró casi medio año dentro de la lista Regional Mexican Albums de Billboard, alcanzado el puesto número 2. El 9 de marzo de 2022 el grupo lanzó «Gente del Flaco» como el sexto sencillo, y el 18 de marzo del mismo año estrenaron «Me acostumbré a lo bueno» como séptimo y último sencillo del álbum.

### Sencillos de 2022 y giraDel Barrio Hasta Aquí Tour
Entre mayo y octubre de 2022, la banda lanzó los sencillos «Chingas a tu madre», «1000 canciones (Pa mis viejos», «Señor miedo», «Billete grande (En vivo)» y «Ahora piden paros», ninguno de estos formó parte de algún álbum oficial. La canción «Señor miedo», fue calificada como una apología del delito, ya que en su letra hace mención de Nemesio "El Mencho" Oseguera Cervantes, por lo que la canción se volvió viral en redes en agosto de 2022 después de la detención del también criminal Ricardo Ruiz Velazco en el estado de Jalisco, México.
En julio de 2022, Fuerza Regida anunció el inicio de la gira de conciertos —su primera gira por arenas de Estados Unidos— Del Barrio Hasta Aquí Tour, la gira inició su primera etapa el 23 de julio en el SAP Center de San José, California y finalizó en 2 de diciembre en la Allstate Arena de Rosemont, Illinois, gracias a la gira, el grupo se colocó como la banda mexicana con más entradas vendidas ese año en este país. Actualmente sigue en curso la segunda etapa de esta con fechas en Estados Unidos. En agosto lanzó junto a Edgardo Núñez el éxito «Billete grande (En vivo)», la canción fue nominada a un premio Latin American Music 2023 en la categoría Mejor Colaboración — Regional Mexicano.

### Álbum dobleSigan hablandoyPa que hablen(2022)
A inicios de noviembre 2022, Fuerza Regida lanzó un cover de la canción «Chuy y Mauricio» llamado «Chrysler 300 (En vivo)» originallmente interpretada por Los Canelos de Durango pero popularizada por El Potro de Sinaloa. La canción fue la apertura de promoción de dos nuevos álbumes —que funcionaron como un álbum doble— destinados a lanzarse a finales de ese mismo año. El 14 de noviembre publicaron «Prefiero empedarme», el segundo sencillo del álbum doble, fue lanzado junto a su video musical subido al canal oficial de YouTube del grupo, el cual se posicionó en el top 20 de tendencias en YouTube México. Musical y líricamente la canción habla sobre el despecho a ritmo de banda sinaloense tocada y grabada en vivo. A finales de noviembre lanzaron junto a la banda Grupo Frontera la canción «911 (En vivo)», coescrita por Horacio Palencia y Edgar Barrera. El lanzamiento se acompañó de la publicación del video musical oficial que acumuló 2.5 millones de vistas en sus primeros tres días de estreno permaneciendo durante sus primeras dos semanas en el top 10 de videos en México. Según el canal de televisión Bandamax, el sencillo consolidó a Grupo Frontera como uno de los nuevos actos emergentes en la música mexicana y a Fuerza Regida como una de las bandas más importantes del momento. Fue nombrada por el periódico Chicago Tribune como "una canción de urgencia cuando duele el alma" y se posicionó en el número 24 de la lisa Hot Latin Songs.
A inicios de diciembre, lanzaron junto a Natanael Cano el éxito «Ch y la pizza», una canción con referencias al narcotráfico en México y principalmente dirigido a "La Chapiza" —de ahí el nombre de la canción— que es una forma de nombrar al grupo delictivo que le sirve a los hijos de Joaquín "El Chapo" Guzmán Loera. También se hace mención de los capos Iván Archivaldo Guzmán Salazar y de Ismael Zambada García, igualmente se toca el tema de la santería en un verso cantado por Cano, religión a la que él explicó no ser partícipe y que al momento de grabar la canción tuvo disputas con Ortiz Paz por no querer usar la frase. La canción fue tendencia en YouTube, TikTok, Facebook y Spotify. El video musical acumuló 1.2 millones de visitas en su primer día, siendo el sexto video más visto a nivel global en su día de estreno. Alcanzó posiciones en listas como el número 68 en Billboard Hot 100, número 39 en Global 200  y número 9 en Hot Latin Songs, mientras que fue top 10 en México.

## Discografía

### Álbumes de estudio
| Título                        | Detalles del álbum |
| ----------------------------- | --- |
| Del barrio hasta aquí         | - Lanzamiento: 4 de julio de 2019 - Discográfica: Rancho Humilde y Lumbre Music - Formato: Descarga digital, streaming            |
| Adicto                        | - Lanzamiento: 10 de abril de 2020 - Discográfica: Rancho Humilde y Lumbre Music - Formato: Descarga digital, streaming           |
| Otro pedo, otro mundo         | - Lanzamiento: 25 de septiembre de 2020 - Discográfica: Rancho Humilde y Lumbre Music - Formato: Descarga digital, streaming      |
| Navidad con la Regida         | - Lanzamiento: 1 de diciembre de 2020 - Discográfica: Rancho Humilde y Lumbre Music - Formato: Descarga digital, streaming        |
| Del barrio hasta aquí, vol. 2 | - Lanzamiento: 31 de diciembre de 2021 - Discográfica: Rancho Humilde y Cinq Music Group - Formato: Descarga digital, streaming   |
| Pa que hablen                 | - Lanzamiento: 28 de diciembre de 2022 - Discográfica: Rancho Humilde y Street Mob Records - Formato: Descarga digital, streaming |
| Sigan hablando                | - Lanzamiento: 30 de diciembre de 2022 - Discográfica: Rancho Humilde y Street Mob Records - Formato: Descarga digital, streaming |
| Pa las baby's y belikeada     | - Lanzamiento: 10 de octubre de 2023 - Discográfica: Rancho Humilde y Street Mob Records - Formato: Descarga digital, streaming   |
| Pero no te enamores           | - Lanzamiento: 25 de julio de 2024 - Discográfica: Rancho Humilde y Street Mob Records - Formato: Descarga digital, streaming     |
| 111xpantia                    | - Lanzamiento: 2 de mayo de 2025 - Discográfica: Rancho Humilde y Street Mob Records - Formato: Descarga digital, streaming       |

### Álbumes en vivo
| Título                         | Detalles del álbum |
| ------------------------------ | --- |
| En vivo puros corridos         | - Lanzamiento: 20 de julio de 2018 - Discográfica: Rancho Humilde y Lumbre Music - Formato: Descarga digital, streaming     |
| Pisteando con la Regida        | - Lanzamiento: 13 de diciembre de 2019 - Discográfica: Rancho Humilde y Lumbre Music - Formato: Descarga digital, streaming |
| Pisteando con la Regida vol. 2 | - Lanzamiento: 31 de enero de 2020 - Discográfica: Rancho Humilde y Lumbre Music - Formato: Descarga digital, streaming     |
| Pisteando con la Regida vol. 3 | - Lanzamiento: 22 de diciembre de 2020 - Discográfica: Rancho Humilde y Lumbre Music - Formato: Descarga digital, streaming |

### EPs
| Título                                    | Detalles del álbum |
| ----------------------------------------- | --- |
| Las románticas favoritas de Fuerza Regida | - Lanzamiento: 14 de febrero de 2019 - Discográfica: Rancho Humilde y Lumbre Music - Formato: Descarga digital, streaming                         |
| Dolido pero no arrepentido                | Lanzamiento: 9 de febrero de 2024 - Discográfica: Rancho Humilde y Street Mob Records - Formato: Descarga digital, streaming                      |
| Mala Mía (con Grupo Frontera)             | Lanzamiento: 19 de diciembre de 2024 - Discográfica: Rancho Humilde, Street Mob Records y Sony Music Latin - Formato: Descarga digital, streaming |

### Sencillos como artista principal
| Título                                                                   | Año  | Álbum                                     |
| ------------------------------------------------------------------------ | ---- | ----------------------------------------- |
| «Soy Montero»                                                            | 2018 | En vivo puros corridos                    |
| «Radicamos en South Central»                                             | 2018 | En vivo puros corridos                    |
| «Dos plumas»                                                             | 2018 | En vivo puros corridos                    |
| «30 kilos»                                                               | 2018 | Del barrio hasta aquí                     |
| «Grafiteando paredes»                                                    | 2018 | Del barrio hasta aquí                     |
| «En Modesto se la pasa»                                                  | 2019 | Del barrio hasta aquí                     |
| «El dinero los cambió»                                                   | 2019 | Del barrio hasta aquí                     |
| «Soy de Michoacán» (con Legado 7)                                        | 2019 | Del barrio hasta aquí                     |
| «Entre files y las huertas»                                              | 2019 | Del barrio hasta aquí                     |
| «Cupcake quemando» (con Legado 7)                                        | 2019 | Sencillo sin álbum                        |
| «Rey del humo»                                                           | 2019 | Del barrio hasta aquí                     |
| «Aquí sigo yo»                                                           | 2019 | Del barrio hasta aquí                     |
| «Malos pasos»                                                            | 2019 | Del barrio hasta aquí                     |
| «Sigo chambeando»                                                        | 2019 | Del barrio hasta aquí                     |
| «Del barrio»                                                             | 2019 | Sencillo sin álbum                        |
| «El muchacho alegre»                                                     | 2019 | Pisteando con la Regida                   |
| «Prenda del alma»                                                        | 2019 | Pisteando con la Regida                   |
| «Lowrider Gee» (con Junior H)                                            | 2020 | Lo Mejor de Rancho Humilde 2020 volumen 1 |
| «Lo estoy pensando»                                                      | 2020 | Sencillo sin álbum                        |
| «Cuenta conmigo» (con Los Tigres del Norte, Ana Bárbara y Natanael Cano) | 2020 | Sencillo sin álbum                        |
| «Agusto (GTR)»                                                           | 2020 | Adicto                                    |
| «Pandemia»                                                               | 2020 | Sencillo sin álbum                        |
| «Intro»/«Adicto»                                                         | 2020 | Adicto                                    |
| «Estoy aquí»                                                             | 2020 | Adicto                                    |
| «Bien frozen»                                                            | 2020 | Otro pedo, otro mundo                     |
| «Ahí les va»                                                             | 2020 | Otro pedo, otro mundo                     |
| «Mares y los yates»                                                      | 2020 | Otro pedo, otro mundo                     |
| «Por las calles de Houston»                                              | 2020 | Otro pedo, otro mundo                     |
| «Vamos bien»                                                             | 2020 | Otro pedo, otro mundo                     |
| «Ando bien pedo»                                                         | 2020 | Pisteando con la Regida vol. 3            |
| «Árboles de la barranca» (con El Coyote)                                 | 2020 | Pisteando con la Regida vol. 3            |
| «Prohibido» (con Luis Alfonso Partida "El Yaki")                         | 2020 | Pisteando con la Regida vol. 3            |
| «No logré olvidarte»                                                     | 2020 | Pisteando con la Regida vol. 3            |
| «No es pa presumir»                                                      | 2021 | Del barrio hasta aquí, vol. 2             |
| «Qué está pasando» (con Calle 24)                                        | 2021 | Del barrio hasta aquí, vol. 2             |
| «Lo vieron pasar (09)»                                                   | 2021 | Del barrio hasta aquí, vol. 2             |
| «Descansando»                                                            | 2021 | Del barrio hasta aquí, vol. 2             |
| «Los miré con talento» (con Luis R Conriquez y Calle 24)                 | 2021 | Del barrio hasta aquí, vol. 2             |
| «Gente del flaco»                                                        | 2022 | Del barrio hasta aquí, vol. 2             |
| «Me acostumbré a lo bueno»                                               | 2022 | Del barrio hasta aquí, vol. 2             |
| «Chingas a tu madre»                                                     | 2022 | Sencillo sin álbum                        |
| «1000 canciones (Pa mis viejos)»                                         | 2022 | Sencillo sin álbum                        |
| «Señor miedo»                                                            | 2022 | Sencillo sin álbum                        |
| «Billete grande (en vivo)» (con Edgardo Núñez)                           | 2022 | Sencillo sin álbum                        |
| «Ahora piden paros» (con Los Gemelos de Sinaloa y Calle 24)              | 2022 | Sencillo sin álbum                        |
| «Chrysler 300 (En vivo)»                                                 | 2022 | Sigan hablando                            |
| «Prefiero empedarme»                                                     | 2022 | Sigan hablando                            |
| «911 (En vivo)» (con Grupo Frontera)                                     | 2022 | Sencillo sin álbum                        |
| «Ch y la pizza» (con Natanael Cano)                                      | 2022 | Pa que hablen                             |
| «Bebé dame» (con Grupo Frontera)                                         | 2022 | Sigan hablando                            |
| «Francotirador»                                                          | 2022 | Pa que hablen                             |
| «Mi vecindario»                                                          | 2023 | Pa que hablen                             |
| «Mi terre CLN» (con Juanpa Salazar)                                      | 2023 | Pa que hablen                             |
| «Me tocó morir» (con Alfredo Olivas)                                     | 2023 | Sigan hablando                            |
| «Gente nueva» (con Tito Torbellino Jr.)                                  | 2023 | Pa que hablen                             |
| «Igualito a mi apá» (con Peso Pluma)                                     | 2023 | Pa que hablen                             |
| «Tu ventana» (con Marca MP)                                              | 2023 | Pa que hablen                             |
| «Otro amanecer» (con Ángel Ureta)                                        | 2023 | Pa que hablen                             |
| «Vete ya» (con Gabito Ballesteros)                                       | 2023 | Sencillo sin álbum                        |
| «Te quiero besar» (con Becky G)                                          | 2023 | Sencillo sin álbum                        |
| «Desvelado»                                                              | 2023 | Sencillo sin álbum                        |
| «Y me verán» (con Edén Muñoz)                                            | 2023 | Sigan hablando                            |
| «Nunca se imaginó» (con Edición Especial)                                | 2023 | Sigan hablando                            |
| «El pirata» (con Edgardo Núñez)                                          | 2023 | Sigan hablando                            |
| «Qué se te quitó?»                                                       | 2023 | Sencillo sin álbum                        |
| «Mentira no es» (con Banda MS)                                           | 2023 | Sencillo sin álbum                        |
| «Pariente» (con Myke Towers)                                             | 2023 | Sencillo sin álbum                        |
| «TQM»                                                                    | 2023 | Pa las baby's y belikeada                 |
| «Sabor fresa»                                                            | 2023 | Pa las baby's y belikeada                 |
| «Tiki taka toko» (con Take a Daytrip)                                    | 2023 | Sencillo sin álbum                        |
| «Sobras y mujeres»                                                       | 2023 | Pa las baby's y belikeada                 |
| «Excesos»                                                                | 2023 | Pa las baby's y belikeada                 |
| «Harley Quinn» (con Marshmello)                                          | 2023 | Pa las baby's y belikeada                 |

### Sencillos como artista invitado
| Título                                                                                       | Año  | Álbum                                                    |
| -------------------------------------------------------------------------------------------- | ---- | -------------------------------------------------------- |
| «Ladeando» (de Herencia de Patrones)                                                         | 2018 | Jimmy Humilde presenta: Los mejor de la calles, vol. 4   |
| «El 7 de Fontana» (de JTres con Legado 7)                                                    | 2019 | Sencillo sin álbum                                       |
| «Bienvenido a La Angelina» (de JTres con Herencia de Patrones)                               | 2019 | Sencillo sin álbum                                       |
| «Varios goles» (de JTres con Sertres)                                                        | 2019 | Sencillo sin álbum                                       |
| «Pasos rojos» (de Everardo)                                                                  | 2020 | Lo Mejor de Rancho Humilde 2020 volumen 1 y La nueva ola |
| «Lo que viene» (de Eleoth García con Legado 7)                                               | 2020 | Sencillo sin álbum                                       |
| «The Bank Robbery» (de Los Hijos de García con Legado 7 y Herencia de Patrones)              | 2020 | Sencillo sin álbum                                       |
| «Huaraches cruzados» (de Dan Sánchez)                                                        | 2020 | Sencillo sin álbum                                       |
| «En la lumbre» (de Zexta Alianza con Legado 7)                                               | 2020 | De día a noche                                           |
| «Soy el Happy» (de Estilo)                                                                   | 2020 | Sencillo sin álbum                                       |
| «El muchacho alegre» (de Luis Alfonso Partida "El Yaki")                                     | 2020 | YakiFest, vol. 3 (en vivo)                               |
| «Al millón» (de Adriel Favela)                                                               | 2021 | Sencillo sin álbum                                       |
| «A la orden» (de Luis R Conriquez)                                                           | 2021 | Corridos bélicos, vol. 3                                 |
| «No le aflojo» (de Los Gemelos de Sinaloa)                                                   | 2021 | Sencillo sin álbum                                       |
| «Se acabó» (de Lenin Ramírez con Banda Renovación)                                           | 2022 | Con los pies en la Tierra                                |
| «La bicicleta» (de Enigma Norteño)                                                           | 2022 | Sencillo sin álbum                                       |
| «Mi porvenir» (de Victor Cibrian)                                                            | 2022 | Sencillo sin álbum                                       |
| «La despedida» (de Aldo Trujillo)                                                            | 2022 | Lo que les falta                                         |
| «En el radio un cochinero (Remix)» (de Víctor Cibrian con Luis R Conriquez)                  | 2022 | Sencillo sin álbum                                       |
| «Por apodo soy sobrino (en vivo)» (de Víctor Cibrian con Luis R Conriquez y La Décima Banda) | 2022 | Sencillo sin álbum                                       |
| «El deportivo» (de Enigma Norteño)                                                           | 2022 | Seguimos en el ruedo                                     |
| «La envidia se dio cuenta» (de Edgardo Núñez)                                                | 2022 | Sencillo sin álbum                                       |
| «Pura sombreriza» (de Tomás Ballardo)                                                        | 2022 | Sencillo sin álbum                                       |
| «El Pickles» (de Grupo Marca Registrada)                                                     | 2023 | Don't stop the magic                                     |
| «Don Chon (en vivo)» (de Juanpa Salazar con Natanael Cano)                                   | 2023 | Sencillo sin álbum                                       |
| «Dijeron que no la iba lograr» (de Chino Pacas)                                              | 2023 | Sencillo sin álbum                                       |
| «Creció la cuenta» (de Marca MP)                                                             | 2023 | Sencillo sin álbum                                       |
| «De lunes a viernes» (de Ángel Ureta con Calle 24)                                           | 2023 | Sencillo sin álbum                                       |
| «Santo patrón» (de Banda MS)                                                                 | 2023 | Sencillo sin álbum                                       |
| «Qué onda» (de Calle 24 con Chino Pacas)                                                     | 2023 | Sencillo sin álbum                                       |
| «La tierra del corrido» (de Los Tucanes Tijuana con Edén Muñoz)                              | 2023 | Sencillo sin álbum                                       |
| «El jefe» (de Shakira)                                                                       | 2023 | Las mujeres ya no lloran                                 |
| «Antídoto» (de Óscar Maydon)                                                                 | 2023 | Sencillo sin álbum                                       |
| «Toretto» (de El Alfa con Donaty)                                                            | 2023 | Sencillo sin álbum                                       |
| «Money edition» (de Edén Muñoz)                                                              | 2024 | Sencillo sin álbum                                       |

### Otras apariciones
| Título                                                                | Año  | Álbum                                        |
| --------------------------------------------------------------------- | ---- | -------------------------------------------- |
| «Jardín verde» (de Legado 7 con Los Hijos de García)                  | 2018 | Pura lumbre                                  |
| «Calorsito en California» (de Los Hijos de García)                    | 2019 | Loco malandro                                |
| «Aunque les pese» (de Natanael Cano)                                  | 2019 | Mi nuevo yo                                  |
| «Las heladas» (de Jimmy Humilde)                                      | 2020 | Jimmy Humilde presenta: Lo mejor de los 90's |
| «Barrios bajos» (de Legado 7 con Los Chavalos de la Perla)            | 2020 | Duetos con la clika                          |
| «Soy lo que soy» (de Legado 7 con Natanael Cano)                      | 2020 | 4-20-20                                      |
| «Blanca y María» (de Grupo Codiciado)                                 | 2020 | La verdad                                    |
| «Cosas cambiaron» (de Calle 24)                                       | 2021 | Mi nueva familia                             |
| «Me acostumbré a lo bueno (Remix)» (de Rancho Humilde con Snoop Dogg) | 2022 | Corridos 100% callejeros (vol. 1)            |
| «La perrié» (de Eslabón Armado)                                       | 2022 | Nostalgia                                    |

## Premios y nominaciones
| Ceremonia de entrega de premios | Año  | Obra(s) nominada(s)        | Categoría       | Resultado | Ref.   |
| ------------------------------- | ---- | -------------------------- | --------------- | --------- | ------ |
| Tiktok Awards                   | 2025 | Tu Boda (con Oscar Maydon) | Canción del año | Nominados | [ 81 ] |
| Premios Lo Nuestro              | 2025 | Tu Boda (con Oscar Maydon) | Canción del año | Nominados | [ 82 ] |
| Premios Lo Nuestro              | 2025 | «Pa Las Babys y Belikeada» | Álbum del año   | Nominados | [ 82 ] |

## Giras
- 2020: SMO Tour
- 2021: Fuerza Regida
- 2022-2023: Del Barrio Hasta Aquí Tour[83]
- 2023: Otra Peda Tour[84]
- 2024: Pero No Te Enamores